# Villabruzzi

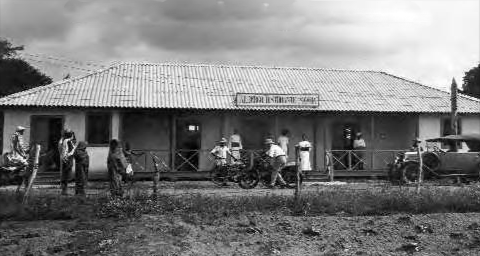
L'albergo di Villabruzzi nel 1938

Villabruzzi (Villaggio Abruzzi) era la comune dizione del Villaggio Duca degli Abruzzi nella Somalia italiana.

## Vicende
Fondata nel 1920 dal duca Luigi Amedeo di Savoia-Aosta come colonia agricola con il nome "Villaggio Duca degli Abruzzi", la cittadina ebbe uno sviluppo notevole negli anni venti. Vi si insediarono successivamente alcune migliaia di coloni italiani nella seconda metà degli anni trenta. 
La piccola località, chiamata allora comunemente "Villabruzzi", divenne in pochi anni il centro agricolo principale della Somalia italiana durante il Fascismo, con una modesta industria alimentare collegata.
Il duca vi realizzò dal nulla tutte le necessarie strutture sociali, compreso il telefono, il telegrafo, una farmacia, un ufficio postale, spacci vari, scuole, una stazione dei Carabinieri, una dogana. Inoltre (nel più assoluto rispetto delle tradizioni culturali e religiose) nel villaggio furono anche costruite nei primi anni venti una chiesa e una moschea, il bazar e il mercato italiano, un ospedale, un cimitero cattolico e uno musulmano. Infine fu creata la "Sais", la Società agricola italo-somala, che fu la maggiore ditta a gestione privata della colonia somala. 
Il "Villaggio Duca degli Abruzzi" si trovava a soli 50 km a nord di Mogadiscio, in una vallata fertile vicino al fiume Uebi-Scebeli, e fu collegato alla capitale con una ferrovia (ora disattivata): la Ferrovia Mogadiscio-Villabruzzi.
Dopo la seconda guerra mondiale i coloni italiani furono costretti ad andarsene e la zona fu lasciata lentamente incoltivata perdendo il suo potenziale agricolo, specialmente dopo l'inizio della guerra civile in Somalia nel 1991.
Del resto il "Villaggio Abruzzi" (parzialmente spopolato negli anni cinquanta e divenuto un piccolo quartiere di periferia della crescente cittadina di Giohar) cambiò nome e divenne anch'esso ufficialmente "Giohar" nel 1960, quando il presidente Siad Barre iniziò il processo di decolonizzazione della Somalia appena diventata indipendente.
Vi abitano ancora oltre 200 Italo-somali, discendenti quasi tutti di coloni italiani e madri somale.

## Ferrovia Mogadiscio-Villabruzzi
La Ferrovia Mogadiscio-Villaggio Duca degli Abruzzi collegava la capitale Mogadiscio con la colonia agricola Villabruzzi tra il 1914 ed il 1941.
La ferrovia era nata inizialmente come collegamento ferroviario solo per l'area del capoluogo della Somalia Italiana, Mogadiscio.
Successivamente, grazie all'impulso dato dal Duca degli Abruzzi, fu continuata per 114 km fino al villaggio di Villabruzzi (oggi parte integrante della città di Giohar).
L'ultimo tratto fu inaugurato nel 1928. Il progetto originario era di portarla fino al confine con l'Etiopia ma la Guerra d'Etiopia e l'entrata in guerra dell'Italia nella Seconda guerra mondiale fermarono la costruzione.

## Comunità italiana di Villabruzzi

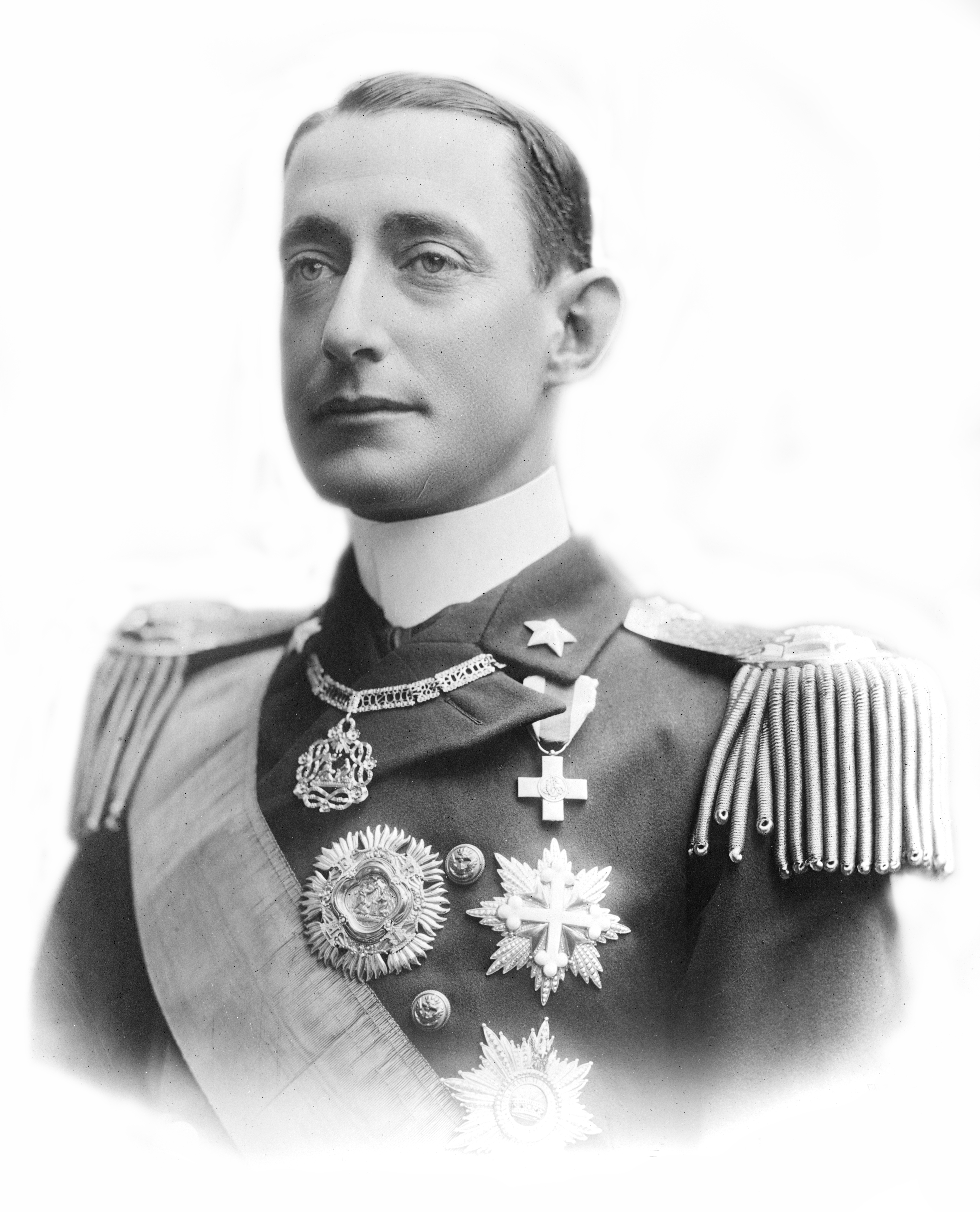
Luigi Amedeo, duca d'Abruzzi, fondatore della colonia agricola

Il Duca d'Abruzzi, Amedeo Savoia-Aosta trasferì inizialmente un centinaio di coloni italiani alla periferia di un piccolo villaggio somalo di nome Giohar. Il duca chiamò questo insediamento agricolo con il suo stesso nome, cioè "Villaggio Duca degli Abruzzi" (comunemente "Villabruzzi"), e vi dedicò tutte le sue energie per svilupparlo come una moderna colonia agricola.
Nel 1926, la colonia agricola comprendeva 16 villaggi, popolati da circa 3000 Somali e 200 coloni italiani con le loro famiglie. Il duca vi fece costruire un grandioso stabilimento, l'unico in tutta l'Africa orientale, provvisto di moderni macchinari e in grado di lavorare circa 3.000 quintali di canna da zucchero al giorno. Accanto allo zuccherificio, vi era anche una distilleria e un laboratorio chimico per le analisi della canna e per il controllo dei prodotti durante la fase di lavorazione.
I coloni italiani crebbero a circa un migliaio dopo che il duca vi fece arrivare la ferrovia da Mogadiscio e la colonia agricola registrò un considerevole sviluppo come centro produttivo di banane, esportate quasi tutte in Italia, oltre che di zucchero.
Lo sviluppo di Villabruzzi fu sostenuto anche da Francesco Canero Medici, un diplomatico italiano che fu anche Reggente generale della Somalia negli anni trenta. Infatti Canero Medici fu assiduo collaboratore del duca nella nascita e nell'amministrazione del Villaggio Duca degli Abruzzi.
Nel 1933 il duca vi morì e fu seppellito nella sua tenuta agricola, per sua esplicita volontà.
Molti coloni italiani si trasferirono nell'area e nel 1939 la colonia agricola aveva una comunità italiana di 3.000 persone con rispettive famiglie, su una popolazione totale di 12.000 abitanti.
La seconda guerra mondiale decimò questa piccola comunità coloniale e già nei primi anni cinquanta praticamente tutti gli Italiani se ne erano andati.
Villabruzzi, divenuta Giohar nel 1960, ha accusato un tracollo economico da allora. Priva della sua ferrovia distrutta dagli inglesi nel 1941, la colonia agricola senza più coloni italiani ha lentamente perso quasi tutta la sua importanza come centro produttivo agricolo.